# Tjøme (plaats)
Tjøme is een plaats in de Noorse gemeente Færder in de provincie Vestfold. Tot 2018 was het de hoofdplaats van de zelfstandige gemeente Tjøme, die in dat jaar fuseerde met de gemeente Nøtterøy tot Færder. Tjøme telt 2292 inwoners (2007) en heeft een oppervlakte van 2,67 km². Het dorp ligt op het gelijknamige eiland.